# Bernard Braden
Bernard Chastey Braden (16 de mayo de 1916 – 2 de febrero de 1993) fue un actor y humorista británico nacido en Canadá. 

## Biografía
Nacido en Vancouver, Columbia Británica, estudió en la Magee Secondary School de Vancouver. 
Produjo obras para la emisora radiofónica CKBD, de Vancouver, a finales de la década de 1930 e inicios de la de 1940. En 1942 se casó con Barbara Kelly, mudándose ese mismo año el matrimonio a Toronto. Siete años más tarde se fueron a vivir con sus dos hijos a Inglaterra, naciendo su hija Kim en Londres en 1949.
El primer éxito importante de la pareja tuvo lugar en 1951 en An Evening at Home with Bernard Braden and Barbara Kelly. El show radiofónico Breakfast with Braden empezó a emitirse el 21 de enero de 1950, y en el mismo colaboraban Pearl Carr, Benny Lee y el líder de banda Nat Temple. El 19 de septiembre del mismo año llegó el show Bedtime with Braden, con su tema musical "Lullaby of Birdland", al que seguirían varias secuelas, entre ellas Between Time, Bathtime y Bedlam with Braden. 
Braden es quizás más recordado por On the Braden Beat, programa destinado al público consumidor y producido para ITV por Associated Television. El show se mantuvo en antena a lo largo de cinco años (1962 a 1967), y fue producido por Jock Watson y, más adelante, Francis Coleman. En el programa se intercalaban números humorísticos y musicales, y supuso el inicio televisivo de diferentes artistas. Entre sus más frecuentes colaboradores se encontraban Peter Cook, Jake Thackray y Tim Brooke-Taylor. 
En 1976 Braden presentó un concurso para London Weekend Television titulado The Sweepstakes Game. El show se emitió durante trece semanas, más un especial navideño en ese mismo año, y no se prorrogó dado su escaso éxito.
Braden presentó más adelante el programa All Our Yesterdays, y publicó una autobiografía, The Kindness of Strangers, una referencia a su papel como Mitch en la representación en Londres de la obra teatral Un tranvía llamado Deseo. Otra de sus actividades fue la producción de una serie de entrevistas a personajes públicos dirigidas por él mismo (y en ocasiones por su esposa) entre 1967 y 1968, pensadas para un programa llamado Now and Then, aunque la producción no llegó a completarse ni a venderse a cadena alguna.
Bernard Braden falleció en 1993 en el barrio londinense de Camden, a causa de una serie de ictus. Tenía 76 años de edad. Sus restos fueron incinerados en el Crematorio de Golders Green en Londres.

## Discografía
| - Bernard Braden Reads Stephen Leacock (1969) Capitol ST-6335 |